# Engenheiro Balduíno
Engenheiro Balduíno é um distrito do município brasileiro de Monte Aprazível, que integra a Região Metropolitana de São José do Rio Preto, no interior do estado de São Paulo.

## História

### Origem
O povoado que deu origem ao distrito se desenvolveu ao redor da estação ferroviária Engenheiro Balduíno, inaugurada pela Estrada de Ferro Araraquara em 01/07/1941. O nome da estação é uma homenagem ao engenheiro Balduíno de Almeida. 
O progresso do local ocorreu rapidamente pois Engenheiro Balduíno era a estação de embarque para as cidades de Monte Aprazível (que não tinha ferrovia) e de Tanabi (até a abertura da estação desta cidade em 1959). 

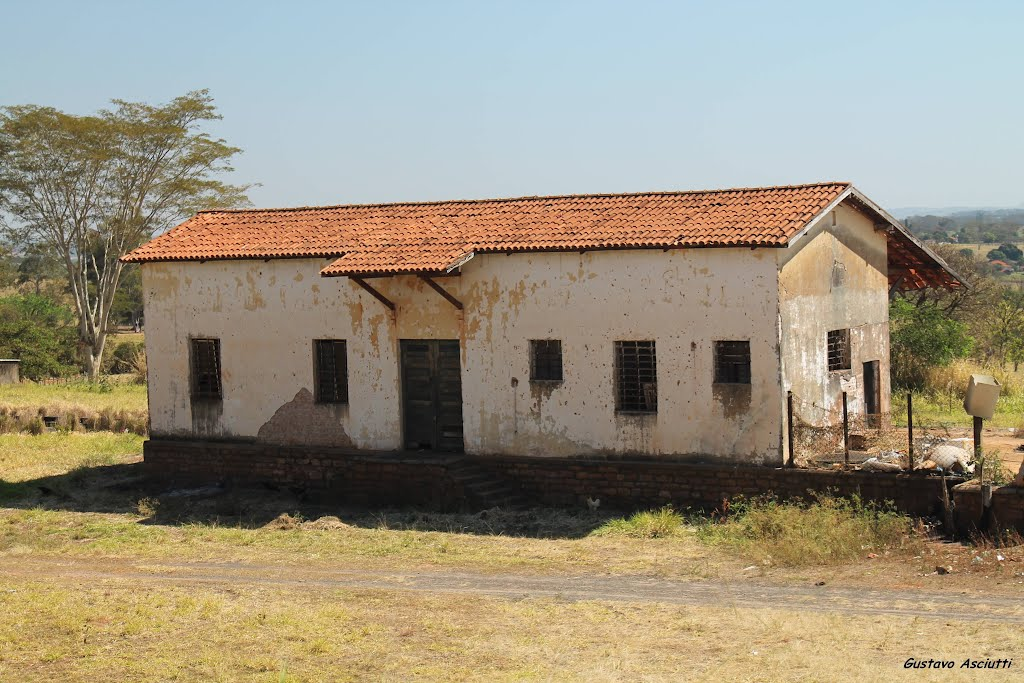
Antiga estação ferroviária.

### Formação administrativa
- Distrito criado pela Lei n° 2.456 de 30/12/1953, com sede no povoado de mesmo nome e território desmembrado do distrito sede de Monte Aprazível e do distrito sede de Tanabi[4][5].
- Decreto nº 23.464 de 16/07/1954 - Cria a 1.ª subdelegacia de polícia do distrito de Engenheiro Balduíno, no município de Monte Aprazível[6].

### Pedido de emancipação
O distrito tentou a emancipação político-administrativa e ser elevado à município, através de processo que deu entrada na Assembléia Legislativa do Estado de São Paulo no ano de 1963, mas como não atendia os requisitos necessários exigidos por lei para tal finalidade, o processo foi arquivado.

## Geografia

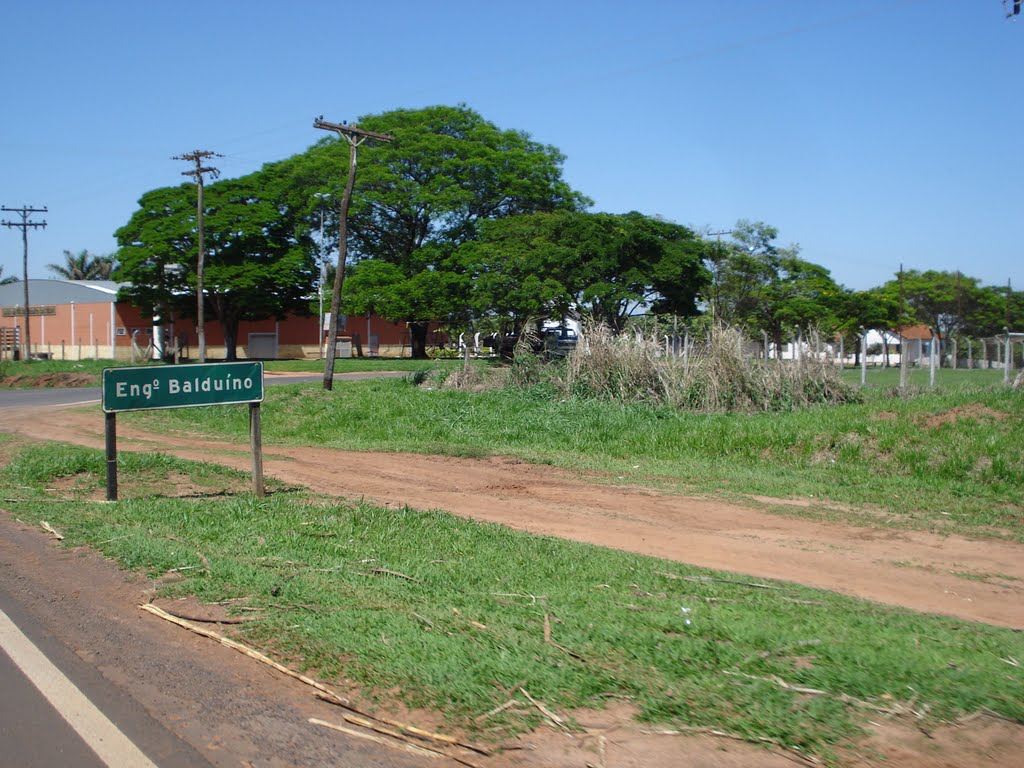
Entrada do distrito pela SP-377.

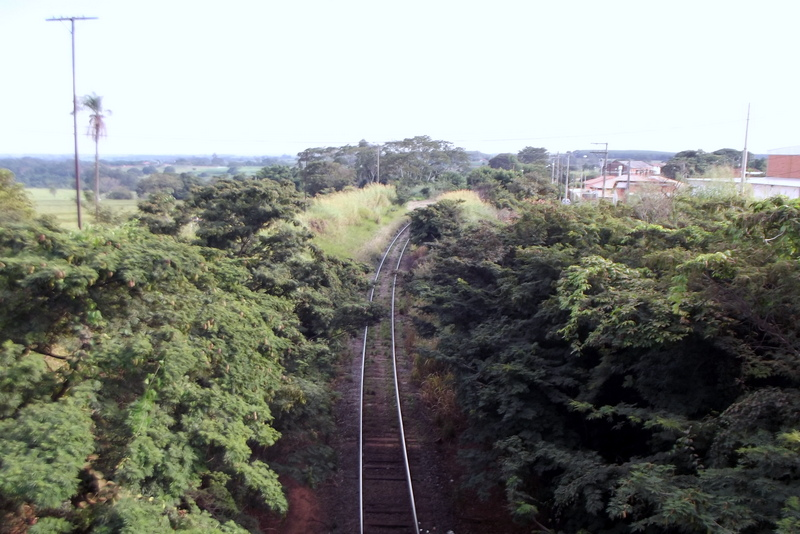
Trecho da ferrovia que passa pelo distrito.

### Demografia

#### População urbana
| Crescimento população urbana | Crescimento população urbana | Crescimento população urbana | Crescimento população urbana |
| Censo                        | Pop.                         |                              | %±                           |
| ---------------------------- | ---------------------------- | ---------------------------- | ---------------------------- |
| 1960                         | 359                          |                              | —                            |
| 1970                         | 349                          |                              | −2,8%                        |
| 1980                         | 322                          |                              | −7,7%                        |
| 1991                         | 300                          |                              | −6,8%                        |
| 2000                         | 358                          |                              | 19,3%                        |
| 2010                         | 383                          |                              | 7,0%                         |
| 2022                         | 361                          |                              | −5,7%                        |
| Fonte: IBGE e Fundação SEADE |                              |                              |                              |

#### População total
Pelo Censo 2010 (IBGE) a população total do distrito era de 716 habitantes.

### Área territorial
A área territorial do distrito é de 70,769 km².

### Rodovias
O distrito localiza-se às margens da Rodovia Dep. Bady Bassitt (SP-377), que liga Monte Aprazível à Tanabi.

### Ferrovias
Pátio Engenheiro Balduíno (ZEB) da Linha Tronco (Estrada de Ferro Araraquara), sendo a ferrovia operada atualmente pela Rumo Malha Paulista.

## Serviços públicos

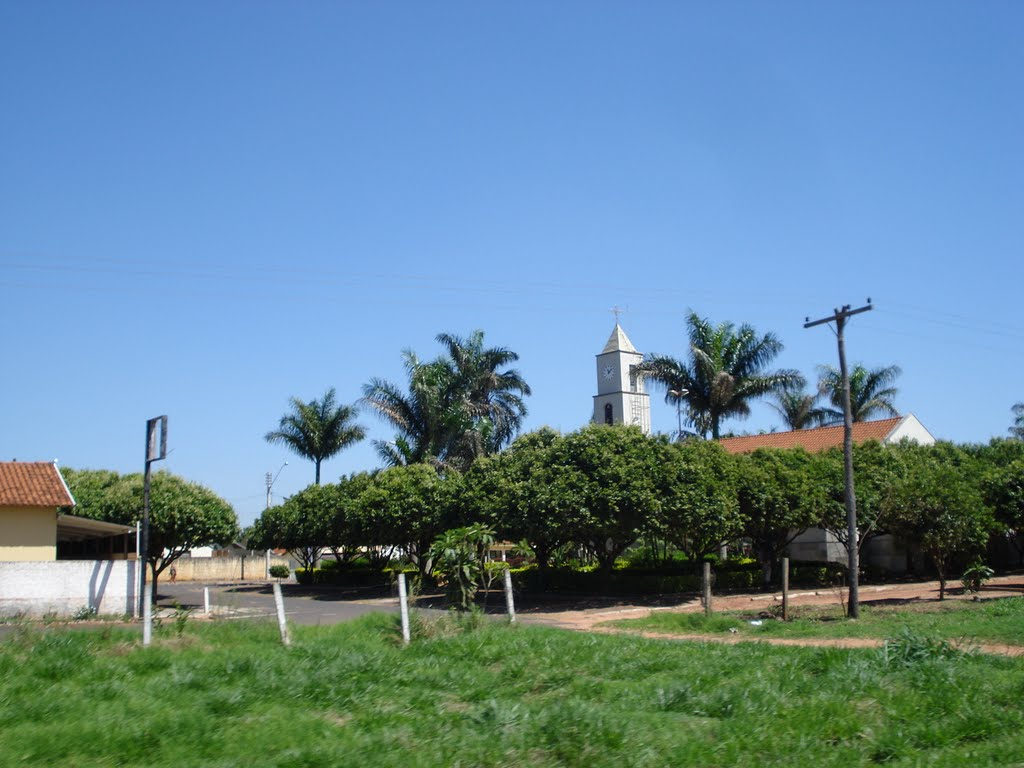
Praça.

### Registro civil
Atualmente é feito na sede do município, pois o Cartório de Registro Civil das Pessoas Naturais do distrito foi extinto pela Resolução nº 1 de 29/12/1971 do Tribunal de Justiça do Estado de São Paulo, e seu acervo foi recolhido ao cartório do distrito sede.

### Saneamento
O serviço de abastecimento de água é feito pela Companhia de Saneamento Básico do Estado de São Paulo (SABESP).

### Energia
A responsável pelo abastecimento de energia elétrica é a CPFL Paulista, distribuidora do grupo CPFL Energia.

### Telecomunicações
O distrito era atendido pela Telecomunicações de São Paulo (TELESP), que inaugurou a central telefônica utilizada até os dias atuais. Em 1998 esta empresa foi vendida para a Telefônica, que em 2012 adotou a marca Vivo para suas operações.

## Religião

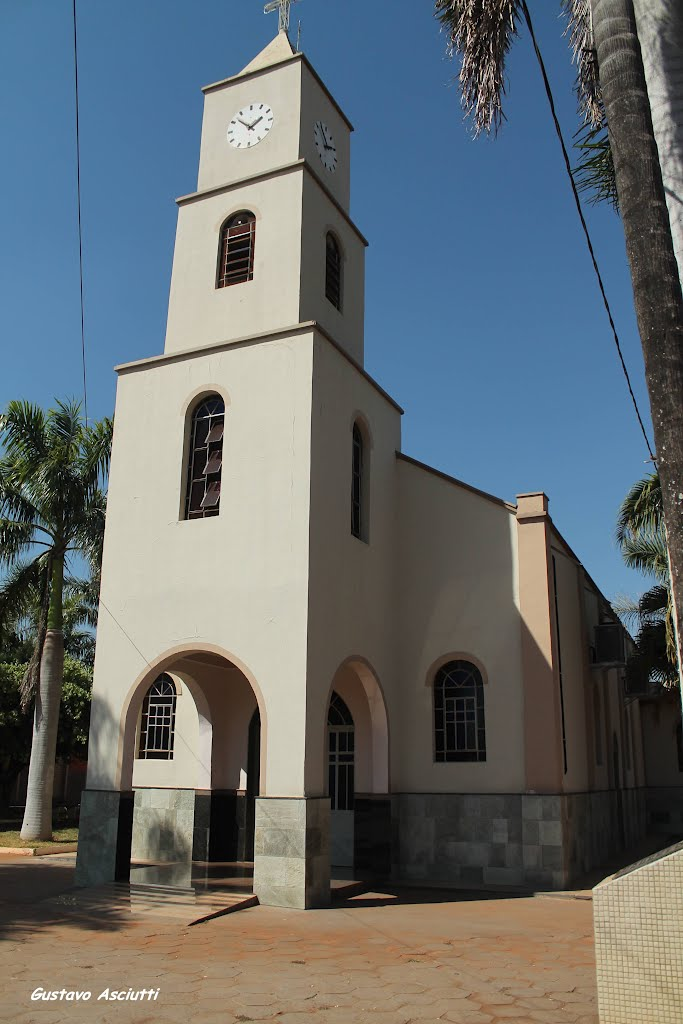
Igreja.

O Cristianismo se faz presente no distrito da seguinte forma:

### Igreja Católica
- A igreja faz parte da Diocese de São José do Rio Preto[20].

### Igrejas Evangélicas
- Congregação Cristã no Brasil[21].